# Eighth Avenue Place
Eighth Avenue Place es un proyecto de dos torres gemelas de oficinas construido en el antiguo lugar del histórico Penny Lane Mall de Calgary. El proyecto mantuvo inicialmente el nombre de Penny Lane, sin embargo, ha sido renombrado desde entonces. Se han planteado preocupaciones sobre la destrucción del antiguo Penny Lane Mall, de 94 años, sin embargo, la Ciudad de Calgary aprobó el proyecto en marzo de 2006. La demolición del antiguo centro comercial fue completada en septiembre de 2007. La excavación del aparcamiento debajo del edificio comenzó en diciembre de 2007 y la construcción de la torre este, de 49 plantas, y el aparcamiento comenzó en verano de 2008. Eighth Avenue Place es el tercer edificio más alto de Calgary.
El proyecto contiene una torre oeste de 40 plantas y 183 metros de altura y una torre este de 49 plantas y 202,5 metros e incluirá oficinas, comercios y espacios de entretenimiento. Se creará un parque urbano cubierto de tres plantas de altura en la segunda planta. Las estructuras, diseñadas por Gibbs Gage Architects, tendrán una temática de las Montañas Rocosas, con un muro cortina de cristal verde pálido que imita las aguas montañosas y glaciares. El resto del edificio adoptará una apariencia gris oscuro estratificado que representa las cambiantes placas tectónicas que formaron las montañas. Los edificios mantendrán las conexiones mediante pasadizo elevado Plus 15, y contendrán un aparcamiento subterráneo de seis plantas con 1141 plazas, muchas de las cuales son en la actualidad plazas de corta estancia, y lo serán hasta que se complete la torre oeste.

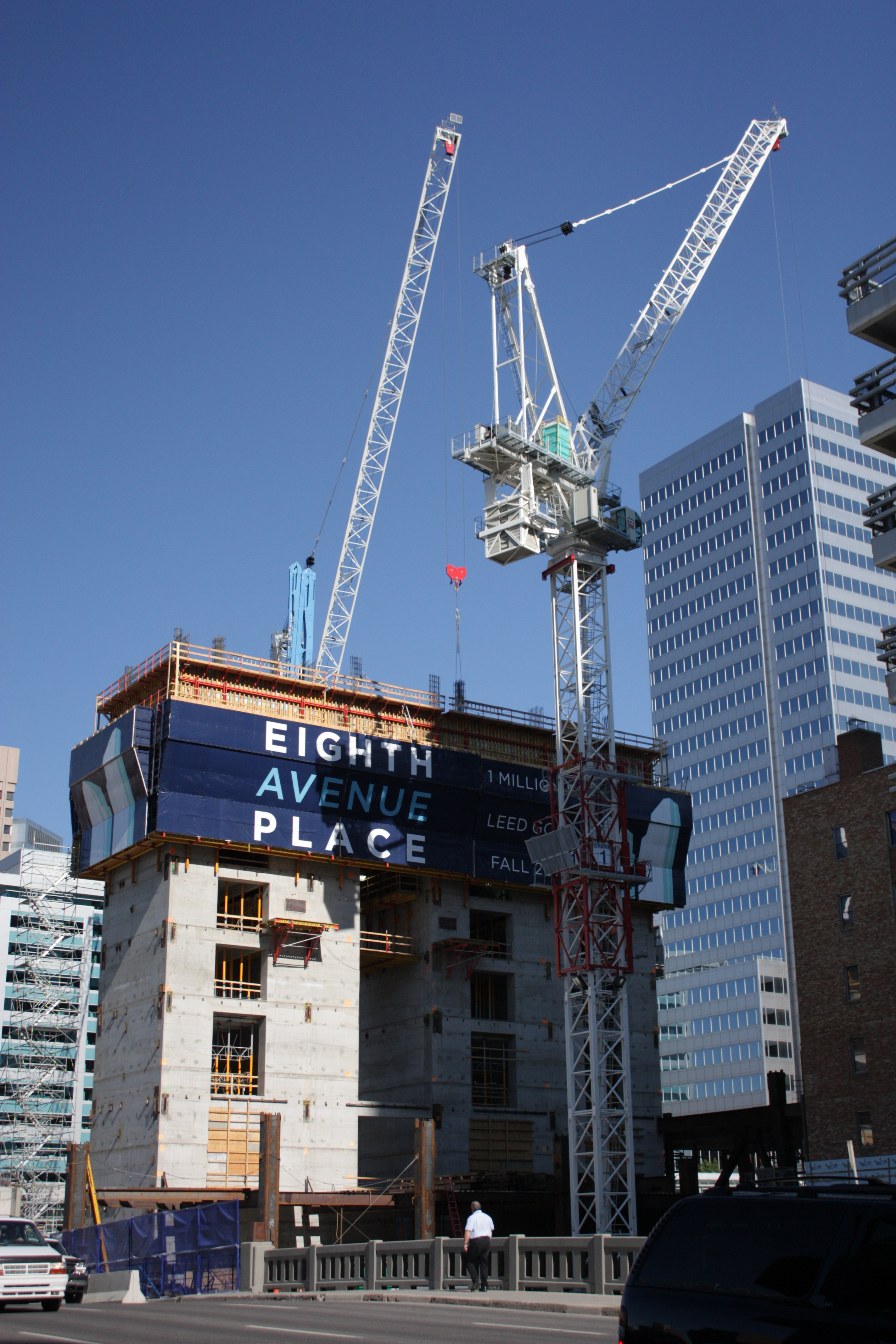
Eighth Avenue Place en construcción en junio de 2009
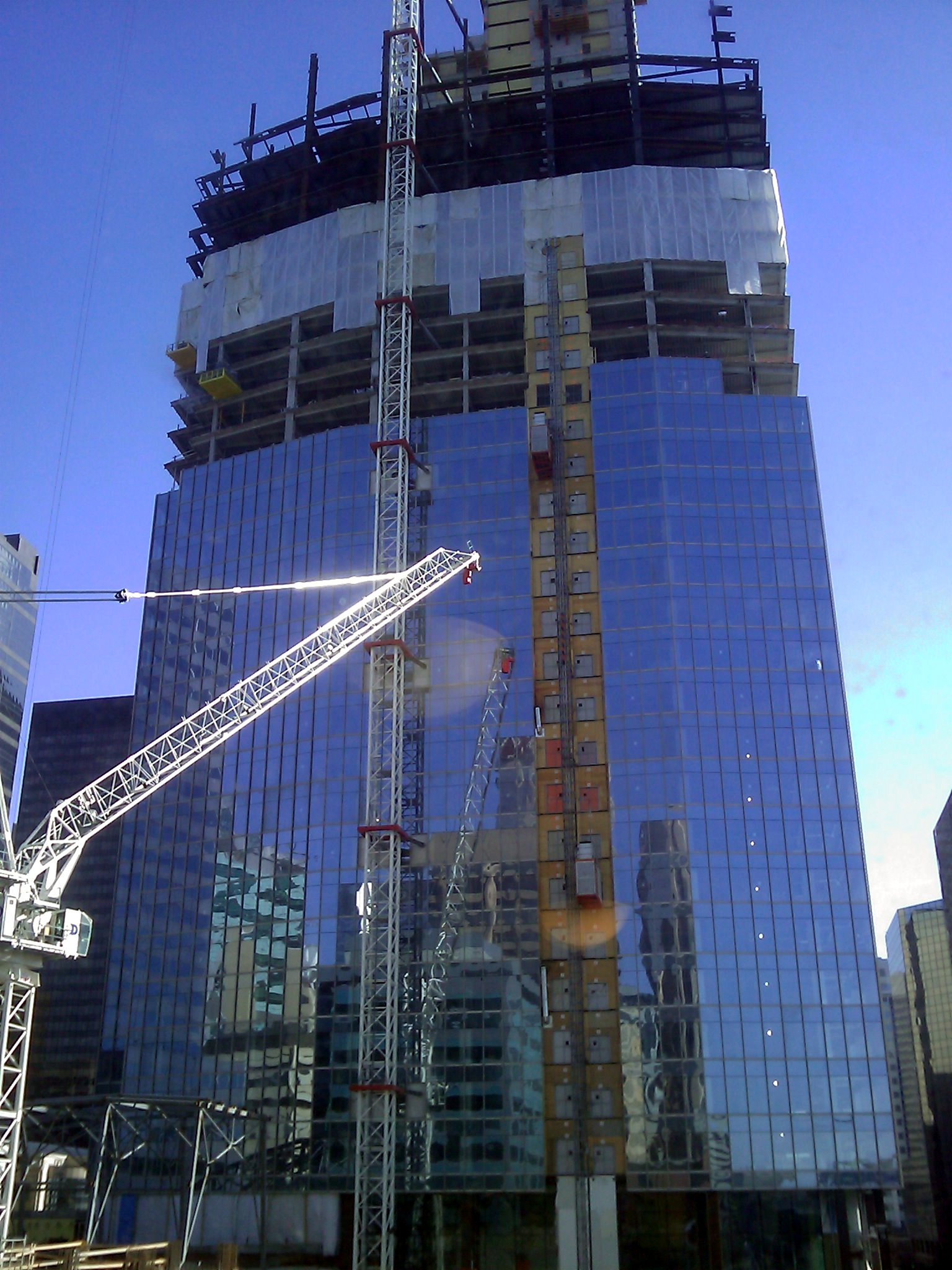
Construcción en abril de 2010
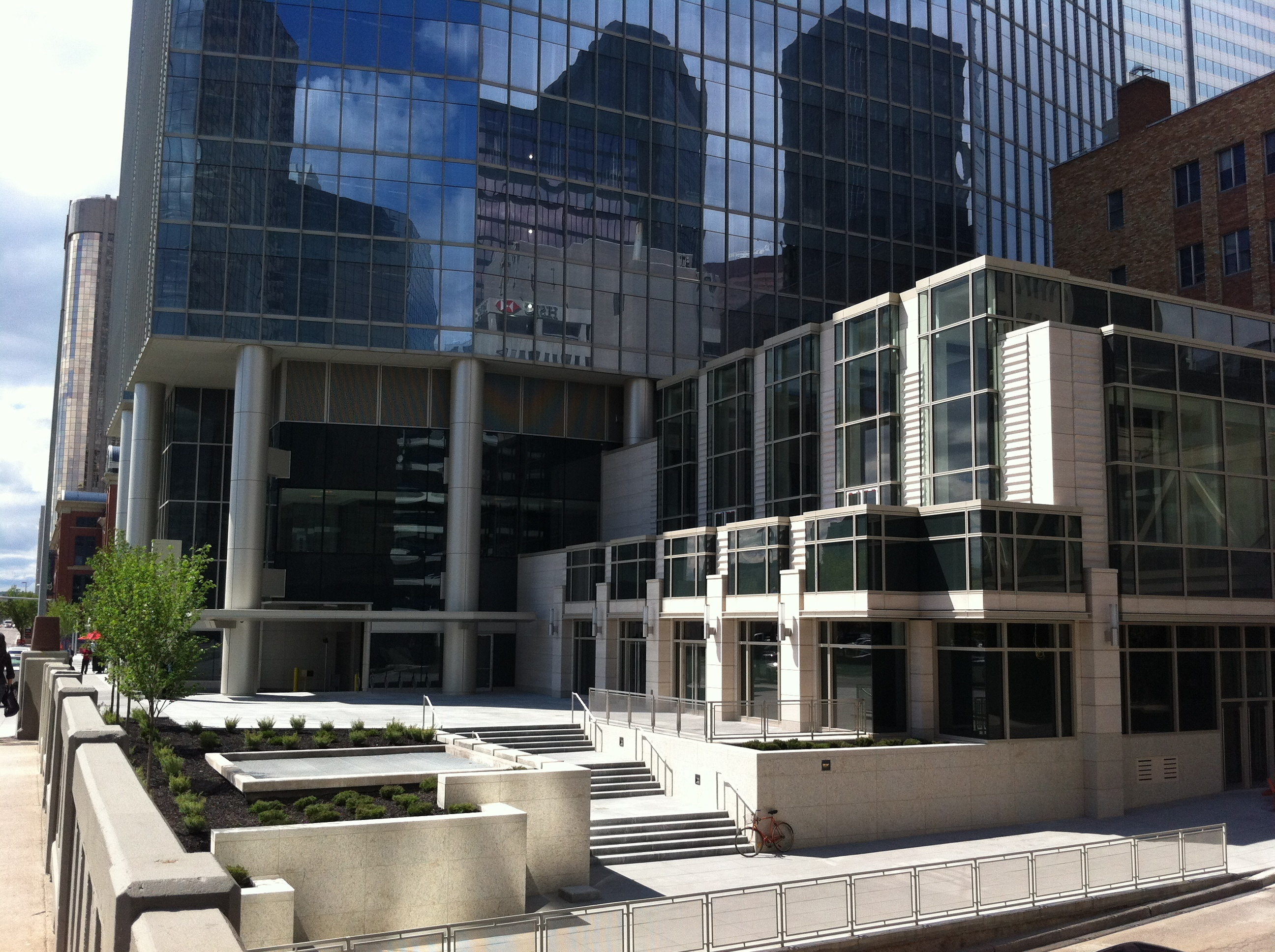
Las plantas inferiores de comercios completadas en el lado este
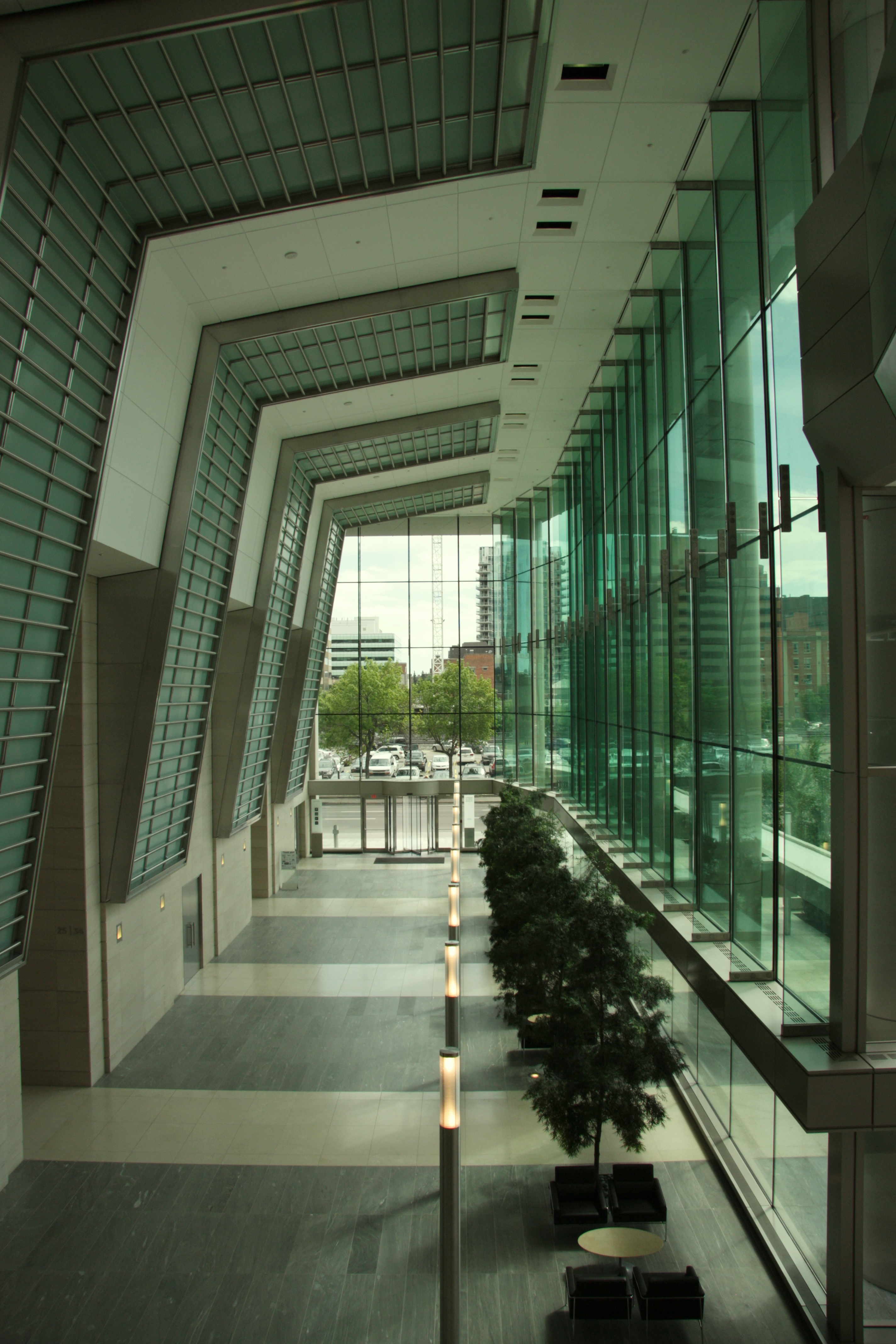
Mirando hacia el sur en el vestíbulo
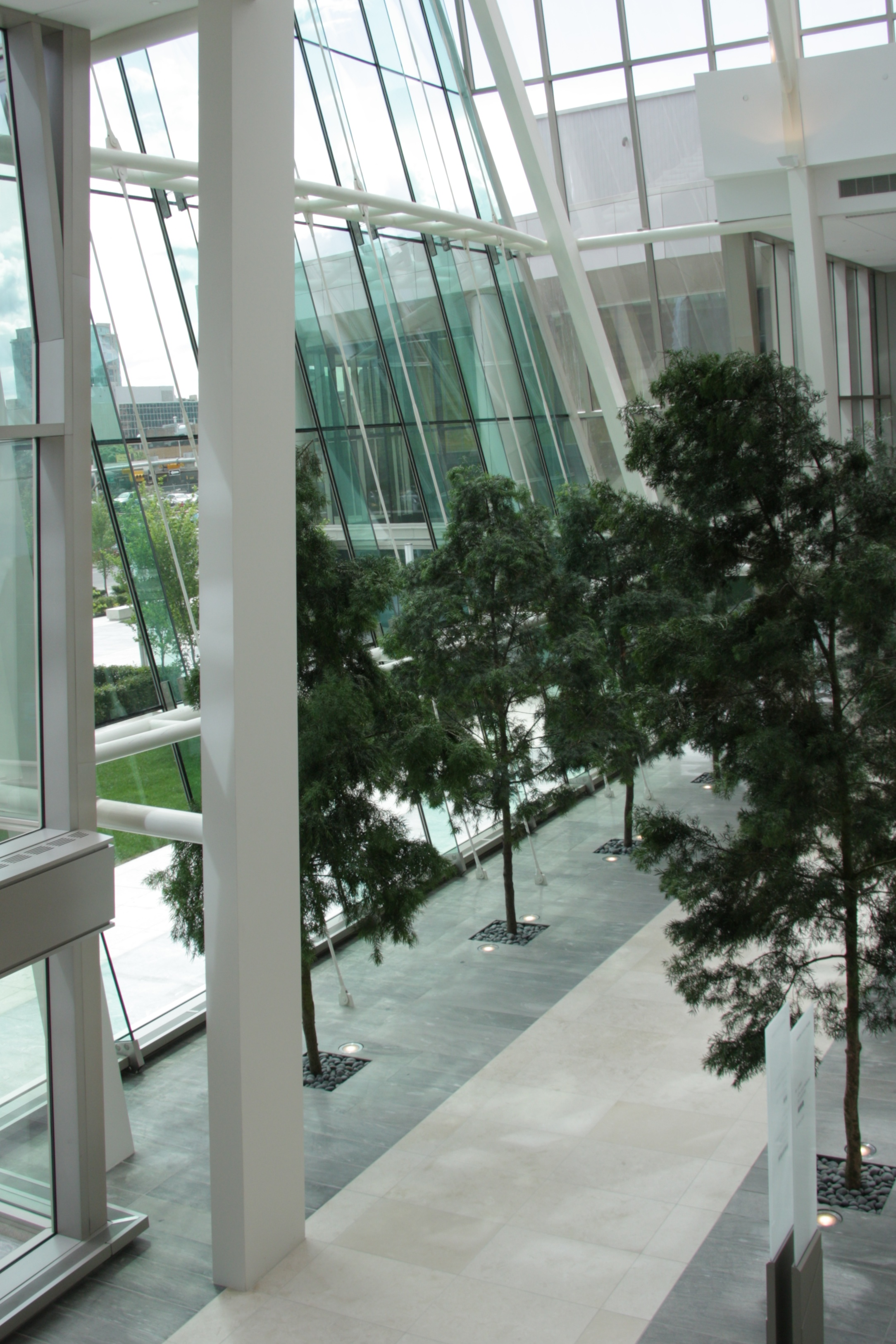
Mirando hacia el sudoeste en el vestíbulo de tres plantas
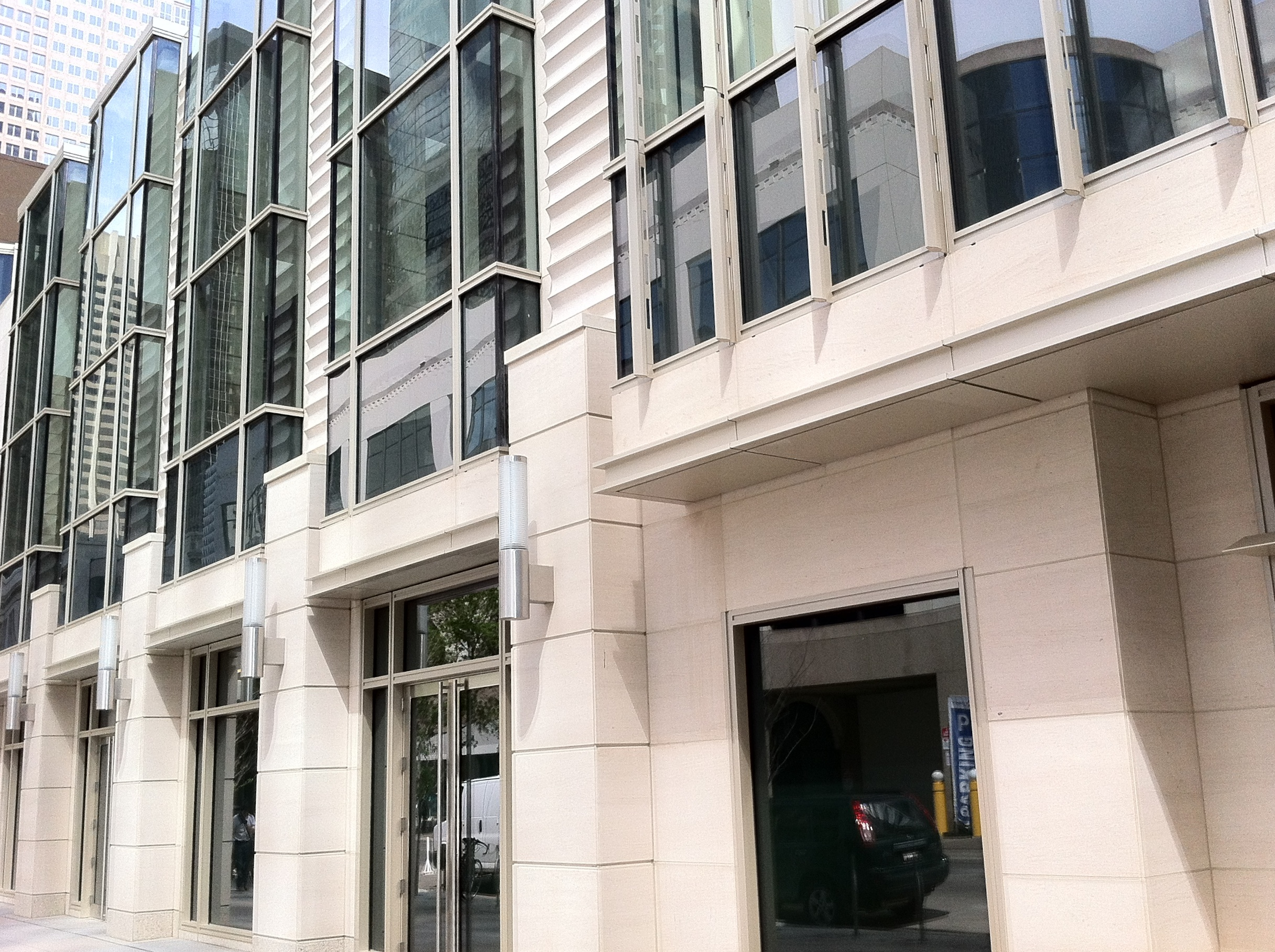
La fachada inferior de comercios vista desde Stephen Avenue

## Sostenibilidad
- Objetivo LEED Platino (originalmente LEED Oro)